# بيلي ماثيوز (لاعب كرة قدم)
بيلي ماثيوز (بالإنجليزية: Billy Matthews)‏ هو مدرب كرة قدم ولاعب كرة قدم بريطاني (وحمل سابقاً جنسية المملكة المتحدة لبريطانيا العظمى وأيرلندا) في مركز الوسط، ولد في 1883 في ويلز في المملكة المتحدة، وتوفي في 1921. لعب مع نادي تشستر سيتي.